# Akyıldız
Akyıldız ist ein türkischer männlicher und weiblicher Vorname, der – vereinzelt auch in der nicht-türkischen Schreibweise Akyildiz – auch als Familienname auftritt. Akyıldız ist gebildet aus den Elementen ak („weiß“; „rein“) sowie yıldız („der Stern“).

## Namensträger

### Familienname
- Burak Akyıldız (* 1985), türkischer Fußballspieler
- Cengiz Akyıldız (* 1981), türkischer Eishockeyspieler
- Gökçe Akyıldız (* 1992), türkische Schauspielerin
- Ian F. Akyildiz (* 1954), türkischer Informatiker und Ingenieur
- Lokman Akyıldız (* 1989), türkischer Fußballspieler
- Muhammet Akyıldız (* 1995), türkischer Fußballspieler
- Volkan Akyıldız (* 1995), türkischer Fußballspieler